# 沖ノ原遺跡
沖ノ原遺跡（おきのはらいせき）は、新潟県中魚沼郡津南町赤沢字沖ノ原6546番地外にある縄文時代中期後葉の環状集落の遺跡。国の史跡に指定されている。ここから出土する深鉢型の土器は沖ノ原式土器と呼ばれ、火焔土器終焉直後に位置づけられている。

## 概要
沖ノ原遺跡は、信濃川の支流である中津川の河岸段丘上の高台（川床から約160メートル）に位置する縄文時代中期の遺跡である。この遺跡は苗場山麓地域国営総合農地開発事業の中で発見され、1972年から1973年にかけて3回の発掘調査が行われ、中央に広場を持つ直径約120メートルの環状集落であることが判明した。また、西南方向には水源となる自然湧水地点があり、竪穴建物49棟、長方形大型建物3棟、敷石建物1棟の遺構が検出されているが、その分布状況から少なくとも200棟以上の建物が存在していたと推定される。また大型建物は居住用というよりは、社会的に利用されたものと考えられている。なお、建物は主としてクリ材が用いられている。貴重な遺跡であったため、津南町は保存のため遺跡全体を開発地区から外した。その後沖ノ原遺跡は、学術的に高い評価を得て1978年には国の史跡に指定された。

## 出土品

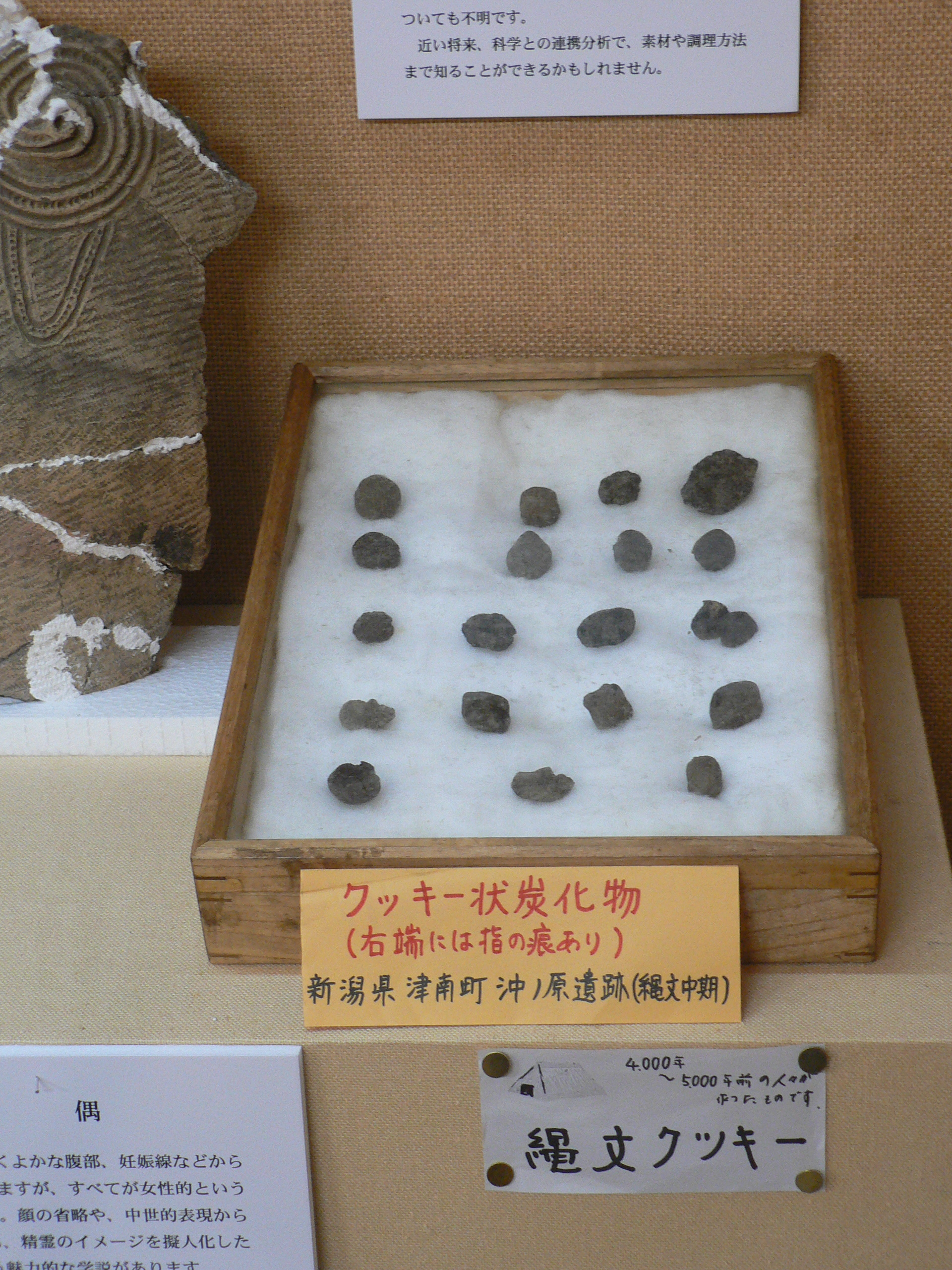
出土したクッキー状炭化物

沖ノ原遺跡では火焔土器のほか沖ノ原式土器と名付けられた深鉢型の土器のような縄文時代中期の土器が出土した。沖ノ原式土器は、底面が小さく口に向かって広がるバケツのような形で器全体が一方向へ傾いていることが多い。そして、装飾はひかえめで文様は口縁部と胴部上半に集約されている。このほか、打製石器や石鏃、クッキー状炭化物（縄文クッキー）なども出土した。植物遺体としては、クルミやクリなどが多く発見されており、クリが特に多いので縄文時代における農耕論（クリ栽培）を考える上で貴重な資料となっている。

## 文化財
出土品は1995年に新潟県の有形文化財に指定され、現在津南町歴史民俗資料館で保管・展示されている。